# John Bankhead Magruder

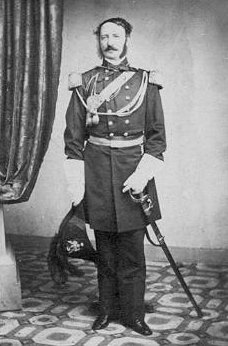
John Bankhead Magruder

John Bankhead Magruder (* 1. Mai 1807 in Port Royal, Virginia, Vereinigte Staaten; † 19. Februar 1871 in Houston) war Offizier des US-Heeres bis zum Beginn des Amerikanischen Bürgerkrieges, General im konföderierten Heer und diente als Offizier Kaiser Maximilians von Mexiko.

## Leben
John Bankhead Magruder wurde als Sohn von Thomas Magruder und seiner Frau Elisabeth Magruder, geborene Bankhead, geboren. Am 1. Juli 1826 trat er in die Militärakademie in West Point, New York ein. Er schloss die Ausbildung dort 1830 als 15. seines Jahrgangs ab und wurde Leutnant im 7. US-Infanterieregiment. Im Mai 1831 heiratete er Esther Henrietta von Kapff. Im Juli 1831 wurde er zum 1. US-Artillerieregiment versetzt, wo er 1836 zum Oberleutnant befördert wurde.

## Mexikokrieg
Magruder nahm am Feldzug gegen Mexiko unter Winfield Scott teil. Er wurde im Laufe des Feldzuges zunächst am 18. Juni 1846 zum Hauptmann und bereits am 18. April 1846 für Verdienste in der Schlacht von Cerro Gordo zum Brevet Major befördert. Für persönliche Tapferkeit bei der Erstürmung Chapultepecs während der Schlacht von Chapultepec wurde er am 13. September 1847 zum Brevet-Oberstleutnant befördert. Nach dem Krieg diente er in Kalifornien und Fort Leavenworth, Kansas Territory. Am 20. April 1861 schied er aus der US-Armee aus.

## Sezessionskrieg
Nachdem er das US-Heer verlassen hatte, trat er in das Heer der Konföderation als Brigadegeneral ein. Er wurde kurz darauf zum Generalmajor befördert. Zu Beginn des Bürgerkrieges war Generalmajor Magruder auf der durch den York und den Pamunkey gebildeten Halbinsel (Virginia Peninsula) im südlichen Virginia stationiert. Er kommandierte hierbei den linken Flügel der Nord-Virginia-Armee. Seine Aufgabe war es, Richmond, Virginia gegenüber den in Fort Monroe, Virginia stehenden Unionstruppen unter Generalmajor Benjamin Franklin Butler zu schützen. In diesem Zusammenhang kam es zwischen seinen Truppen und den Unionstruppen unter Brigadegeneral Ebenezer Pierce zur ersten Landschlacht des Bürgerkrieges, dem Gefecht bei Big Bethel. Dieses Gefecht konnte Magruder nach etwa einer Stunde für den Süden entscheiden.
Nach dem Scharmützel rückte er in Richtung Yorktown, Virginia vor. Hier befand er sich zu Beginn des Halbinsel-Feldzuges 1862 mit etwa 13.000 konföderierten Soldaten. Während der Belagerung von Yorktown band er für einen Monat etwa 53.000 Mann der Potomac-Armee unter McClellan. Magruder hatte seine Truppen entlang seiner Stellungen hin- und hermarschieren lassen und bei McClellan den Eindruck einer wesentlich größeren Truppenstärke erzeugt. Erst nach der Heranschaffung schwerer Belagerungsartillerie griff die Potomac-Armee am 4. Mai 1862 an, traf allerdings nur noch auf verlassene Stellungen. Im Laufe der weiteren Kämpfe im Rahmen des Halbinsel-Feldzuges nahm Magruder mit seinen Truppen noch an der Sieben-Tage-Schlacht (25. Juni bis 1. Juli 1862) teil.
Am 29. November 1862 wurde Magruder Befehlshaber des Wehrbereichs Texas, New Mexico und Arizona. Dort nahm er am 1. Januar 1863 die Hafenstadt Galveston in Texas ein und durchbrach damit die Seeblockade, die der Norden im Rahmen des Anakonda-Plans über den Süden verhängt hatte. Am 17. August 1864 wurde er zum Befehlshaber im Wehrbereich Arkansas ernannt und übernahm im März 1865 wieder sein voriges Kommando bis zur Kapitulation des Kriegsschauplatzes Trans-Mississippi durch Generalleutnant Edmund Kirby Smith.

## Nach dem Sezessionskrieg
Nach dem Ende des Bürgerkrieges trat Magruder in die Dienste Maximilians während des Zweiten Kaiserreichs von Mexiko. Nachdem 1867 die Herrschaft Maximilians zusammengebrochen war, begab sich Magruder zurück in die Vereinigten Staaten und ließ sich in Houston in Texas nieder, wo er 1871 verstarb.
Magruder wurde in Galveston begraben. Seine Nichte war die Schriftstellerin Julia Magruder.